# Cerowanie

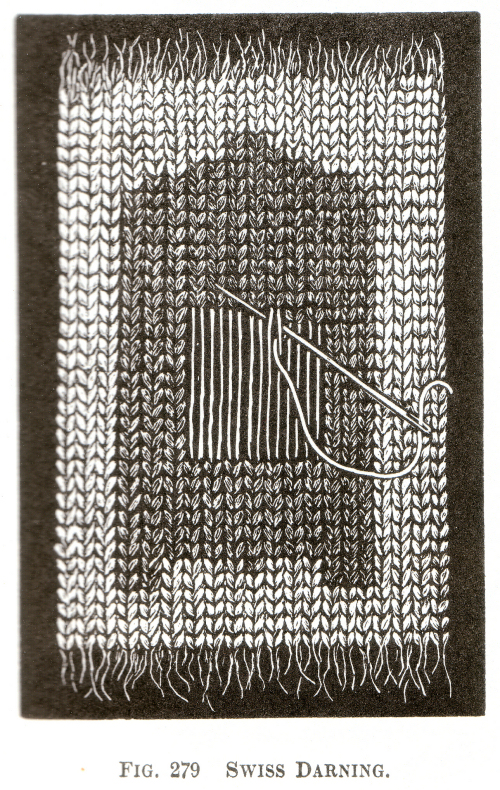
Cerowana dzianina

Cerowanie to technika szycia służąca do naprawy dziur lub zużytych obszarów w tkaninie lub dzianinie za pomocą samej igły i nici. Często wykonuje się to ręcznie, ale możliwe jest również cerowanie za pomocą maszyny do szycia. Ręczne cerowanie wykorzystuje ścieg cerujący, prosty ścieg, w którym nić jest „tkana” w rzędach wzdłuż nici materiału, z kierunkiem szwu odwracanym na końcu każdego rzędu, a następnie wypełnianiem tak utworzonej ramy jak podczas tkania. Cerowanie to tradycyjna metoda naprawy uszkodzeń tkanin lub dziur, które nie biegną wzdłuż szwu i gdzie łatanie jest niepraktyczne lub powodowałoby dyskomfort dla użytkownika, na przykład na pięcie skarpety. 
W najprostszej postaci cerowanie polega na zakotwiczeniu nici w materiale na krawędzi otworu i przeniesieniu jej przez szczelinę. Następnie jest „zakotwiczona” po drugiej stronie. Jeśli nić „przekroczy” otwór wystarczająco dużo razy, zostanie on ostatecznie pokryty masą nici. 
Precyzyjne cerowanie, zwane czasem cerowaniem belgijskim, stara się uczynić naprawę możliwie niewidoczną i schludną. Często otwór jest wycinany w kwadrat lub cerowana nić wtapia się w tkaninę. 
Istnieje wiele odmian precyzyjnego cerowania. Proste przeplatanie nad i pod niciami można zastąpić różnymi fantazyjnymi splotami, takimi jak diagonale, szewrony itp., uzyskiwanymi przez pomijanie nici w regularnych wzorach. 
Niewidoczne cerowanie jest wyżyną tej próby przywrócenia tkaniny do pierwotnego stanu. Nici z pierwotnego tkania są odwijane z rąbka lub szwu i używane do wykonania naprawy. Niewidoczne cerowanie nadaje się do wyjątkowo drogich tkanin i elementów odzieży. 
W cerowaniu maszynowym linie otworu maszynowego biegają tam i z powrotem przez otwór, następnie tkanina jest obracana i kolejne linie biegną pod kątem prostym. Jest to szybki sposób cerowania, ale nie może równać się z efektem precyzyjnego ręcznego cerowania.  

## Narzędzia do cerowania
Istnieją specjalne narzędzia do cerowania skarpet lub pończoch: 
- Jajo do cerowania to narzędzie w kształcie jajka, wykonane z kamienia, porcelany, drewna lub podobnego twardego materiału, które wkłada się w czubek lub piętę skarpety, aby utrzymać ją we właściwym kształcie i zapewnić podstawę do naprawy. Muszla porcelanki Cypraea tigris, popularna ozdoba w Europie i poza nią, była czasami używana jako gotowe jajko do cerowania.
- Grzybek do cerowania to narzędzie w kształcie grzyba, zwykle wykonane z drewna. Skarpeta jest rozciągnięta na zakrzywionym wierzchołku grzyba i zebrana ciasno wokół łodygi, aby utrzymać ją w miejscu do cerowania.

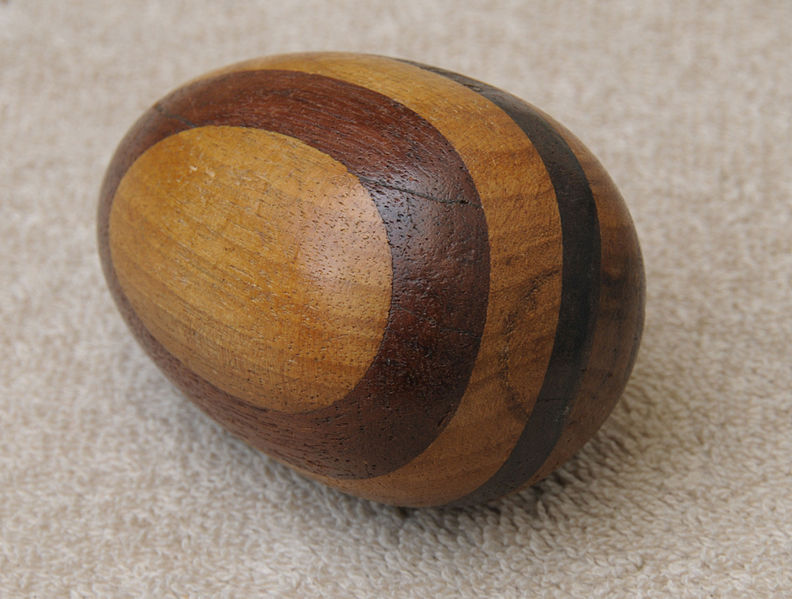
Jajo do cerowania z początku XX wieku
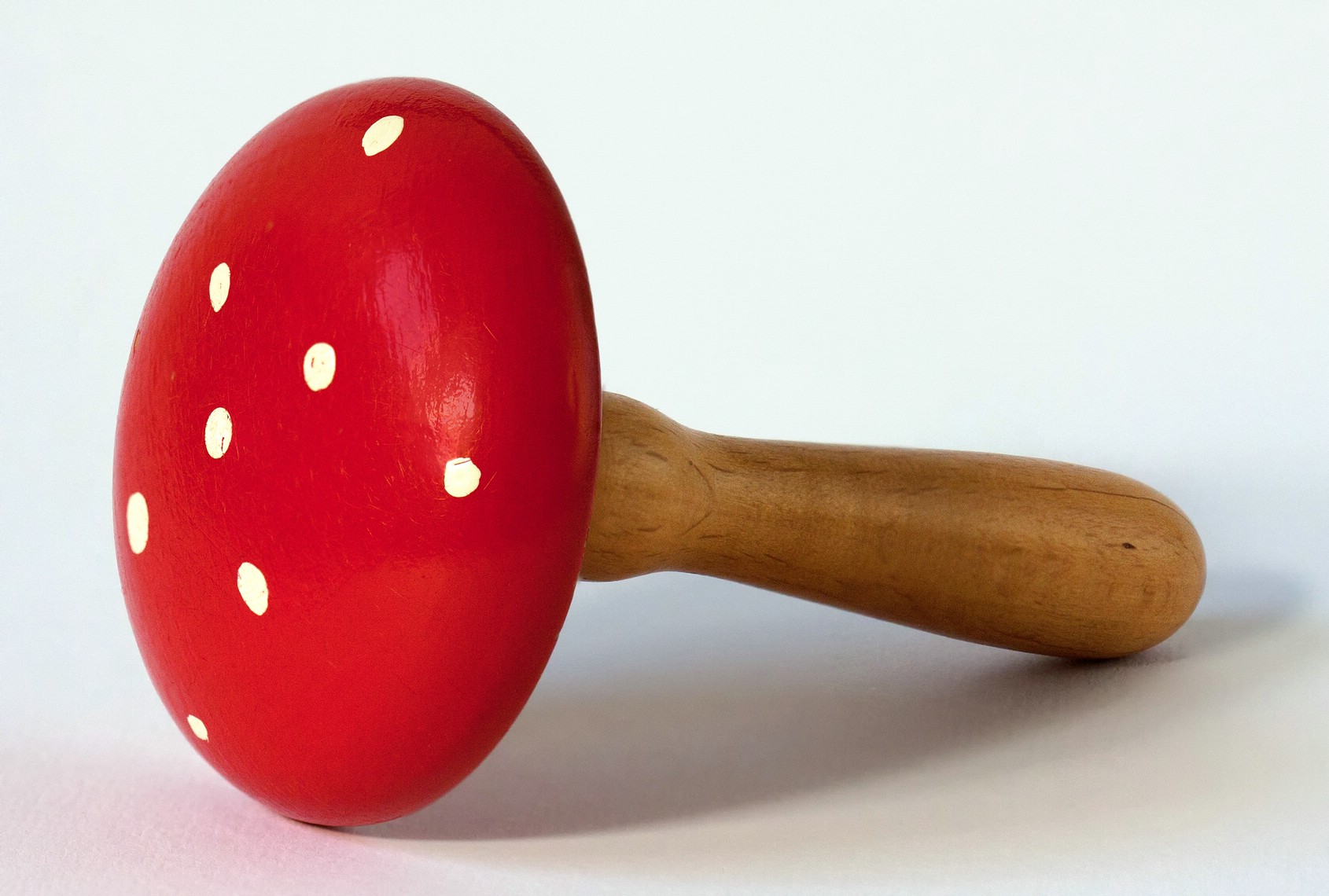
Grzybek do cerowania